# Mantee, Mississippi
Mantee là một thành phố thuộc quận Webster, tiểu bang Mississippi, Hoa Kỳ. Năm 2010, dân số của thành phố này là 232 người.

## Dân số
- Dân số năm 2000: 169 người.
- Dân số năm 2010: 232 người.